# Campionati mondiali di biathlon 2012 - Staffetta 4x6 km femminile
La staffetta 4x6 km femminile dei Campionati mondiali di biathlon 2012 si è svolta il 10 marzo 2012; la gara è partita alle 15:15 (UTC+1).

## Risultati
| Pos.    | #  | Nazione                                                                                 | Tempo                                     | Errori (P+S)                            | Distacco |
| ------- | -- | --------------------------------------------------------------------------------------- | ----------------------------------------- | --------------------------------------- | -------- |
| Oro     | 5  | Germania Tina Bachmann Magdalena Neuner Miriam Gössner Andrea Henkel                    | 1h09'33"0 17'09"6 17'28"4 17'37"8 17'17"2 | 0+6 1+4 0+1 0+0 0+3 1+3 0+2 0+1 0+0 0+0 |          |
| Argento | 1  | Francia Marie-Laure Brunet Sophie Boilley Anaïs Bescond Marie Dorin                     | 1h10'01"5 17'09"0 17'19"7 18'04"6 17'28"2 | 0+4 0+3 0+1 0+0 0+1 0+2 0+1 0+1         | +28"5    |
| Bronzo  | 2  | Norvegia Fanny Horn Elise Ringen Synnøve Solemdal Tora Berger                           | 1h10'12"5 18'12"0 17'28"4 17'39"2 16'52"9 | 0+4 0+8 0+1 0+3 0+1 0+2 0+1 0+3 0+1 0+0 | +39"5    |
| 4       | 4  | Bielorussia Nadzeja Skardzina Ljudmila Kalinčyk Nastassja Dubarėzava Dar″ja Domračava   | 1h10'14"2 18'08"2 17'41"9 18'05"1 16'19"0 | 0+1 0+5 0+0 0+2 0+0 0+0 0+1 0+3 0+0 0+0 | +41"2    |
| 5       | 9  | Svezia Jenny Jonsson Anna Maria Nilsson Anna-Karin Strömstedt Helena Ekholm             | 1h10'38"2 18'12"8 17'36"5 17'43"2 17'05"7 | 0+3 0+2 0+0 0+0 0+1 0+1 0+1 0+0         | +1'05"2  |
| 6       | 7  | Ucraina Natalija Burdyha Valentyna Semerenko Vita Semerenko Olena Pidhrušna             | 1'10'53"5 18'22"7 17'18"0 17'08"1 18'04"7 | 0+3 0+5 0+1 0+3 0+0 0+2 0+0 0+0 0+2 0+0 | +1'20"5  |
| 7       | 3  | Russia Svetlana Slepcova Ol'ga Zajceva Anna Bogalij-Titovec Ol'ga Viluchina             | 1h11'07"0 17'33"8 17'47"2 18'17"1 17'28"9 | 0+5 0+6 0+2 0+1 0+1 0+1 0+0 0+3 0+2 0+1 | +1'34"0  |
| 8       | 10 | Slovacchia Jana Gereková Anastasija Kuz'mina Martina Chrapánová Paulína Fialková        | 1h12'44"1 17'15"4 17'12"2 18'43"9 19'32"6 | 0+0 1+6 0+0 0+0 0+0 0+2 0+0 0+1 0+0 1+3 | +3'11"1  |
| 9       | 6  | Polonia Krystyna Pałka Weronika Nowakowska Magdalena Gwizdoń Agnieszka Cyl              | 1h13'19"7 18'08"2 17'57"0 18'56"4 18'18"1 | 0+4 1+8 0+1 0+1 0+1 0+2 0+0 1+3 0+2 0+2 | +3'46"7  |
| 10      | 11 | Rep. Ceca Veronika Vítková Barbora Tomešová Veronika Zvařičová Jitka Landová            | 1h13'23"8 17'30"7 18'14"4 18'24"4 19'14"3 | 0+4 0+8 0+1 0+2 0+2 0+3 0+1 0+2 0+0 0+1 | +3'50"8  |
| 11      | 14 | Stati Uniti Sara Studebaker Susan Dunklee Annelies Cook Lanny Barnes                    | 1h13'33"1 18'12"6 18'19"7 18'29"1 18'31"7 | 0+4 0+5 0+2 0+1 0+2 0+3 0+0 0+1 0+0 0+0 | +4'00"1  |
| 12      | 8  | Italia Dorothea Wierer Alexia Runggaldier Nicole Gontier Katja Haller                   | 1h13'52"3 17'49"6 18'12"3 18'39"7 19'10"7 | 0+7 0+3 0+2 0+0 0+1 0+1 0+2 0+2 0+2 0+0 | +4'19"3  |
| 13      | 13 | Canada Megan Imrie Megan Heinicke Yolaine Oddou Zina Kocher                             | 1h14'33"9 17'48"9 18'23"3 20'10"5 18'11"2 | 1+6 0+4 0+2 0+0 0+1 0+3 1+3 0+0 0+0 0+1 | +5'00"9  |
| 14      | 16 | Estonia Kadri Lehtla Kristel Viigipuu Grete Gaim Eveli Saue                             | 1h15'06"7 17'51"2 19'00"1 19'30"2 18'45"2 | 0+4 0+3 0+2 0+0 0+0 0+2 0+2 0+0 0+0 0+1 | +5'33"7  |
| 15      | 17 | Giappone Fuyuko Tachizaki Itsuka Owada Yuki Nakajima Naoko Azegami                      | a 1 giro 17'54"0 19'07"0 18'34"5          | 1+5 1+3 0+0 0+0 1+3 0+0 0+0 0+0 0+2 1+3 |          |
| 16      | 19 | Austria Romana Schrempf Iris Waldhuber Ramona Düringer Katharina Innerhofer             | a 1 giro 19'17"9 18'22"2 19'44"3          | 0+8 1+7 0+3 1+3 0+0 0+0 0+3 0+3 0+2 0+1 |          |
| 17      | 12 | Bulgaria Emilija Jordanova Nina Klenovska Desislava Stojanova Nija Dimitrova            | a 1 giro 19'27"2 18'45"8 18'57"0          | 1+5 0+3 1+3 0+0 0+1 0+2 0+0 0+0 0+1 0+1 |          |
| 18      | 18 | Finlandia Mari Laukkanen Kaisa Mäkäräinen Eevamari Oksanen Sanna Markkanen              | a 1 giro 19'35"5 17'11"9 20'25"5          | 0+5 3+9 0+1 3+3 0+0 0+1 0+2 0+3 0+2 0+2 |          |
| 19      | 21 | Kazakistan Marina Lebedeva Ol'ga Poltoranina Dar'ja Usanova Elena Chrustalëva           | a 1 giro 18'47"6 18'39"4 19'57"3          | 0+5 2+6 0+1 0+2 0+1 0+0 0+3 2+3 0+0 0+1 |          |
| 20      | 15 | Romania Éva Tófalvi Réka Ferencz Luminița Pișcoran Florina Ioana Cîrstea                | a 1 giro 19'27"6 18'43"7 18'52"6          | 1+5 0+7 1+3 0+2 0+0 0+1 0+1 0+2         |          |
| 21      | 25 | Svizzera Elisa Gasparin Selina Gasparin Irene Cadurisch Patricia Jost                   | a 1 giro 18'52"4 18'10"8 21'37"7          | 2+4 0+8 0+0 0+2 0+1 0+3 2+3 0+2 0+0 0+1 |          |
| 22      | 24 | Regno Unito Amanda Lightfoot Nerys Jones Adele Walker Fay Potton                        | a 1 giro 18'13"2 19'59"9 19'18"0          | 0+5 1+8 0+1 0+1 0+3 0+2 0+0 0+2 0+1 1+3 |          |
| 23      | 23 | Lituania Diana Rasimovičiūtė Natalija Kočergina Aliona Sabaliauskienė Marija Kaznačenko | a 1 giro 18'44"5 19'51"6 21'11"1          | 1+7 1+8 1+3 0+1 0+3 1+3 0+1 0+1 0+0 0+3 |          |
| 24      | 22 | Corea del Sud Kim Seon-Su Kim Seora Kim Kyung-Nam Mun Ji-Hee                            | a 1 giro 19'57"4 19'31"1 20'43"4          | 0+4 0+6 0+1 0+2 0+0 0+1 0+1 0+2 0+2 0+1 |          |
| 25      | 20 | Cina Song Chaoqing Wang Chunli Tang Jialin Zhang Yan                                    | a 1 giro 21'32"5 19'34"7 19'57"6          | 1+4 0+3 1+3 0+0 0+0 0+0 0+1 0+2 0+0 0+1 |          |
| 26      | 26 | Lettonia Žanna Juškāne Inga Paskovska Baiba Bendika Anete Brice                         | a 1 giro 19'37"1 21'28"1 20'42"7          | 0+4 1+8 0+2 0+2 0+0 1+3 0+2 0+1 0+0 0+2 |          |